# Jean-Eyeghe Ndong
Jean Eyeghe Ndong (ur. 12 lutego 1946) – gaboński polityk, premier od 20 stycznia 2006 do 17 lipca 2009. Członek Gabońskiej Partii Demokratycznej (PDG).
Jako szef rządu zastąpił na stanowisku Jeana-François Ntoutoume Emane po tym, jak w styczniu 2006 prezydent Omar Bongo został zaprzysiężony na kolejną kadencję.
17 lipca 2009 premier Ndong ustąpił ze stanowiska po tym, jak kilka dni wcześniej przegrał nominację prezydencką PDG przed wyborami prezydenckimi. Tego samego dnia p.o. prezydenta Rose Francine Rogombé mianowała Paula Biyoghé Mbę nowym szefem rządu.